# Ferrovia Villeneuve-Saint-Georges–Montargis
La ferrovia Villeneuve-Saint-Georges–Montargis (in francese Ligne de Villeneuve-Saint-Georges à Montargis) è una linea ferroviaria francese che attraversa i dipartimenti Val di Marna, Essonnes, Senna e Marna e Loiret. 

## Storia
Il 7 luglio 1838, una legge concesse una diramazione per Corbeil, in collegamento con la linea Parigi-Orléans, a una società guidata da Casimir Leconte.
Il 17 settembre 1840, la Compagnie du chemin de fer de Paris à Orléans (PO) aprì la linea da Parigi-Austerlitz a Corbeil lungo la riva sinistra della Senna. La nuova infrastruttura riscosse fin da subito un grande successo, con quasi 800.000 passeggeri nel 1843. Lo stesso anno fu inaugurata la linea per Orléans, che si diramava dalla linea Parigi-Corbeil a Juvisy. 
Il 2 febbraio e il 6 aprile 1855, le società ferroviarie Parigi-Orléans, Paris-Lyon e Grand-Central firmarono un accordo con il Ministro dei Lavori Pubblici per creare una società in accomandita denominata “Syndicat du Bourbonnais”. L'accordo dava inoltre alla società la concessione di costruire una ferrovia “da Parigi a Lione via Corbeil e Moret, Nevers, Roanne e Saint-Étienne da un lato, e Tarare dall'altro”, compreso il tratto tra Corbeil e Montargis. Questo accordo fu approvato con decreto imperiale il 7 aprile 1855.
Il decreto specificava anche il percorso delle linee, nonché le diramazioni a Juvisy o Corbeil sulla rete della Compagnie d'Orléans e a Moret sulla rete della Compagnie Paris-Lyon. Ma nel 1857 la Compagnie du chemin de fer Grand-Central de France subì un tracollo finanziario e fu smantellata. Questo portò alla scomparsa della società mista, che fu smembrata a favore della PO e alla formazione della Compagnie des chemins de fer de Paris à Lyon et à la Méditerranée (PLM) che rilevò la concessione per la linea da Juvisy a Corbeil (oltre alle linee già citate concesse al Syndicat) e ricevette la concessione per una linea da Villeneuve-Saint-Georges a Juvisy quando fu creata in base a un accordo firmato l'11 aprile 1857 tra il Ministro dei Lavori Pubblici e la Compagnie du chemin de fer de Paris à Lyon (PL) e la Compagnie du chemin de fer de Lyon à la Méditerranée (LM). Questa convenzione fu poiapprovata con decreto del 19 giugno 1857.
La PLM aprì la tratta Moret-Montargis-Nevers il 21 settembre 1861, completando così la sua seconda linea da Parigi a Lione. La PLM si affrettò anche a collegare Juvisy alla sua linea della Borgogna: il tratto Villeneuve-Saint-Georges-Juvisy, lungo solamente 7 km, fu inaugurato il 18 maggio 1863.
I lavori per l'ultimo tratto di sessanta chilometri da Maisse a Montargis furono assegnati alla fine del 1863. I lavori iniziarono nel 1864 e furono completati nel maggio del 1867. Il 6 maggio dello stesso anno la tratta fu messa in servizio, senza alcuna inaugurazione ufficiale, ma con un notevole compiacimento della popolazione locale, che vedeva così avvicinarsi le industrie e i mercati parigini.
Il tratto tre Corbeil e Maisse fu raddoppiato il 17 aprile 1882, mentre il tratto Maisse-Montargis il 28 agosto 1883.